# なるほど!ザ・ワールド
『なるほど!ザ・ワールド』（英：Naruhodo! The World）は、フジテレビ系列で1981年10月6日から1996年3月26日まで、毎週火曜日の21:00 - 21:54（JST、レギュラー放送時代）に放送されていた紀行クイズ番組である。レギュラー放送終了後、特番枠で年に1 - 2回ほど不定期放送されている。2008年4月29日放送の特番からハイビジョン制作。
レギュラー放送時代は、旭化成（当時の社名は旭化成工業）と同グループ各社の一社提供であった。

## 概要

### 番組内容
現代の世界において、日本で意外に知られていない話題を現地取材によるレポートとクイズ形式で紹介し、「うーん!!なるほど!!」と驚かせるという趣旨の番組である。
1981年10月6日から1996年3月26日まで、毎週火曜日 21:00 - 21:54（JST）に放送されていた。前記の通りスポンサーは、フジテレビ開局以来の長寿番組であった『スター千一夜』の後を継いで、旭化成と同グループ各社の一社提供であった。協賛は日本航空（VTR冒頭でボーイング747の映像が映る）。エンディングではBGMに乗せながら旭化成グループ各社名をロールテロップで表示し、最終的に「旭化成グループ」(のちにグループを外した旭化成のみに変更)を大きく映し出したところでロールテロップが止まるという演出であった（後述の『メトロポリタンジャーニー』もこれを引き継いだ）。「トランプス・ディスコのテーマ」（後述）を使っていた時期のオープニングでは世界各国で街の人々にタイトルコールをしてもらう映像が流れてからタイトル画面に切り替わるのが恒例だった。記念回や「春秋の祭典」ではこの曲をBGMに凧揚げやスカイダイビング、大人数でバイクなどを併走、さらにはタイムズスクエアの電光掲示板に初代タイトルロゴが映し出されたり、2代目タイトルロゴを仕掛け花火で見せるなどといった大掛かりな演出が行われる豪華な仕様となり、その時の映像は最終回スペシャルのエンディングでも流された。
1981年10月、フジテレビの秋の大改編で「楽しくなければテレビじゃない!」というキャッチ・フレーズのもと、同局の大改編の新番組の目玉の1つとして登場、『スター千一夜』の後を受け、スポンサーである旭化成への受け皿として用意された番組である。そのため失敗が許されないので、初代プロデューサーとなる王東順（「クイズ・ドレミファドン!」と兼任）に白羽の矢が立ち、立ち上げたクイズ番組である。
当時フジテレビアナウンサーの益田由美をリポーターに引っ張りだしたのも、王である。「ネパールに行くレポーターがいない」というのが起用の理由であった。当初は旭化成が番組構成に難色を示したが、最終的に王の熱意に押された。その後益田は「寝ない、食べない、休まないは当たり前。四十数時間かけて1人で中南米に行ったことも。すり傷、切り傷、打撲はしょっちゅう」という体当たりリポートが受け「ひょうきん由美」として親しまれるようになる。1988年に椎間板ヘルニアと頸椎ヘルニアを発症、同年3月で番組を降板するまで世界各地69か国でレポートを担当した。
CS放送・フジテレビ721（現・フジテレビTWO）でも再放送された。1985年には『なるほど!ザ・ワールドの本』を出版。1994年にはトミー（現：タカラトミー）からスーパーファミコンのゲームソフトを発売。2004年にDVDビデオソフトとして商品化（フジテレビアナウンサーのリポート映像が主な内容で、愛川・楠田らは出演していない）、クイズ番組では異例のDVD化がなされた。
司会は俳優の愛川欽也と、当時日本テレビを退社し、フリーになりたてであった楠田枝里子。2人の身長差がありすぎてカメラでの収まりが悪いため、司会者席では愛川は起立、楠田は椅子に着席していた。本番組ではこの2人による決まり文句がいくつかあり、1990年代に入るまでのオープニングでは登場口から出てくる際に愛川が「おまっとさんでした!『なるほどザ・ワールド』の時間がやってまいりました」と挨拶してから自己紹介をしていた。そしてVTRが始まる際には、必ず（愛川）「なーるほどザ・」（愛川・楠田）「ワールド!」という決まり文句をコールしていた。1990年6月からは、トランプマンもレギュラーに加わる。番組は海外特集、国内特集の大きく2本柱で構成されレポーターの紀行の中からクイズを出題し、4組（基本は2名1組。個人での参加、多人数グループでの参加もあった）の解答者（パネラー）が順番に口述で答えるというものであった（1990年6月以降から、書き問題や早押し問題も登場）。
初回視聴率は9.9%と1桁台の苦しいスタートとなったが翌年には20%を超え、フジテレビの看板番組へと成長を遂げた。最高視聴率は1983年12月27日放送の回で36.4%、全731回の平均視聴率は21.3%であった。
番組開始当初から荒井注・藤村俊二、小野ヤスシ・松原千明、谷啓・アグネス・チャン、小松政夫・熊谷真美、鈴木ヒロミツ・三田寛子などといったコンビのレギュラー解答者がいたが、この中には坂本九・柏木由紀子夫妻もいた。特に1985年8月12日に起きた、日航ジャンボ機墜落事故の翌日8月13日の放送分の「200回記念」の収録には坂本夫妻も出演していたが、放送時点では安否不明であったため、番組開始冒頭から事前収録であることを示すテロップを入れてそのまま放送された。そして番組の最後に、敢えて放送に踏み切った経緯を文章で説明するとともに、締めくくりとしてブラックバックに「坂本九さんの無事をお祈りします」というコメントを寄せた。しかし、その後墜落から99時間後の16日に妻の柏木ら家族によって遺体が確認され、この願いは叶うことはなかった。翌週の放送ではエンディングを急遽差し替え、司会の愛川が追悼のコメントを寄せた。なお、葬儀には愛川と楠田も参列している。1989年6月13日に400回を迎えた時はゲスト大会だった。
番組開始当初はエンドカードを使用していた回もあったが、後に前々週放送分の視聴者プレゼント当選者発表と一体化する形で廃止された。
番組改編期には『春秋の祭典なるほど!ザ・ワールドスペシャル』（1983年春・秋、1984年春）、『FNS番組対抗!なるほど!ザ・春秋の祭典スペシャル』（1984年の秋から1995年の春まで）、『FNS番組対抗!ザ・秋の祭典スペシャル』（1995年秋。「なるほど」は決勝戦にだけ出題した）が放送され、新番組の出演者とフジテレビの人気番組の出演者、フジテレビアナウンサー陣が出演した。なお、これは旭化成グループ単独提供ではなく旭化成なども含めた複数社提供であった。また、お正月には『新春特番なるほど!ザ・ワールドスペシャル』（1993年まで）または『なるほど!ザ・新春の祭典スペシャル』（1994年、1995年）として放送され（1996年は放送されなかった）、こちらは後半1時間のみ旭化成グループ単独提供であった。
毎年12月には、特別番組『FNS歌謡祭』（1986年以降、1990年より楠田が司会）の放送に伴い放送休止となる場合があり、他に1995年1月17日に発生した阪神・淡路大震災による報道特別番組の放送により放送休止となった事例もあった。

### レギュラー終了および特番化
視聴率の低下、また番組として一定の役割を果たしたこと、1996年春改編における番組枠見直しにより、同年3月26日の放送をもってレギュラー放送を終了。レギュラー放送最終回は『なるほど!ザ・ワールド 15年ありがとう!グランドフィナーレ』と題し、放送時間を3時間半に拡大。新高輪プリンスホテル（現在のグランドプリンスホテル新高輪）国際館パミール「崑崙」より中継で、過去の名場面を振り返る総集編として放送。最後は集まった全出演者による三本締めでレギュラー放送としては14年半の歴史に幕を下ろした。なお、このレギュラー放送最終回は複数のスポンサー切り替え扱いのスポットCMを挟みつつも通しで旭化成グループ一社提供であった。そのため、上記タイトルには『旭化成スペシャル』の冠が付与されていた。その後、旭化成の一社提供枠は水曜21時からの『メトロポリタンジャーニー』（1996年4月 - 1997年3月）に引き継がれ、20年の中断期間を経て、2017年4月から2021年3月までは日曜11時15分からの『ミライ☆モンスター』への一社提供を行なっていた。
レギュラー放送終了から1年後、フジテレビ社屋がお台場に移転した1997年の4月と12月に『大復活祭』として放送され、4月の放送では同時期に開局したばかりのさくらんぼテレビと高知さんさんテレビでも同時ネットで放送された。その後も、2004年末より不定期特番という形で再度復活することになった。これらの特番は複数社提供であるものの、放送枠によっては旭化成がメインスポンサーもしくはサブスポンサーとして提供に加わる場合がある。クロスネット局のテレビ大分とテレビ宮崎でも曜日配列や放送枠によっては同時ネットで放送される場合があるもしくはされない場合もある。
爆笑問題時代
- 2004年12月28日（火曜日）18:30 - 20:54に「復活の祭典スペシャル」と称し、7年ぶりに復活した。この特番以降、司会は愛川と楠田から爆笑問題へと交代された。また字幕放送を実施。ナレーターは、愛川・楠田時代にレポーターとして参加した益田由美が登板した。
- 2005年5月4日（水曜日）19:00 - 21:24に「黄金の祭典スペシャル」が放送された。
- 2005年12月28日（水曜日）18:30 - 20:54に「年末の祭典スペシャル」が放送された。解答者の1人の琴欧洲が出場した大相撲11月場所に異例の懸賞で番組宣伝を行った（この取組に琴欧洲は勝ち、懸賞幕は視聴者にプレゼントされた）。番組のラストは生放送で最初に収録スタジオで爆笑問題の2人がドアをくぐり、新宿アルタの屋上にいる2人へ接続した（この時2人がアルタにいたのは、次に放送される番組が『笑っていいとも!年忘れ特大号!』の生放送が21時からのため）。
- 2006年5月2日（火曜日）19:00 - 20:54に『カスペ!』枠で放送。
- 2007年4月1日（日曜日）19:00 - 21:54に3時間スペシャルを放送。
- 2008年4月29日（火曜日）19:00 - 20:54に『カスペ!』枠で放送。スタジオ収録および一部の出題VTRでハイビジョン制作を実施。この回をもって地上アナログ放送では最後の放送と同時に、爆笑問題も司会を降板した。

なお、爆笑問題時代では過去の海外特集のVTRを流すことはあっても、スタジオの様子を映すことは全くなかった。
有吉・滝川時代
- 2015年10月10日（土曜日）21:00 - 23:10に『土曜プレミアム』枠にて司会は爆笑問題から有吉弘行と滝川クリステルへと交代され、『なるほど！ザ・ワールド2015秋』として放送[4]。約7年半ぶりの復活。ここから完全ハイビジョン制作が開始、同時に地上デジタル放送に変更。解答者には愛川・楠田時代と爆笑問題時代に出演経験のある堺正章が出演、またナレーターも愛川・楠田時代に担当した野沢雅子も19年半ぶりに登板している。なお、番組ラストでは、同年4月15日に逝去した愛川の生前当番組で司会を担当していたVTRが映され、これにお悔やみのテロップを添えて放送された。
- 2016年7月4日（月曜日）21:00 - 23:18に『なるほど!ザ・ワールド2016夏』として放送[5]。
- 2017年4月8日（土曜日）21:00 - 23:40に『土曜プレミアム』枠にて『なるほど!ザ・ワールド 世界の絶景スペシャル』として放送[6]。
- 2018年1月8日（月曜日）21:00 - 23:28に『なるほど!ザ・ワールド〜日本人がまだ知らない!ナゾだらけの国!スペシャル〜』として放送[7]。
- 2019年1月1日（火曜日）21:00 - 23:30に『なるほど!ザ・ワールド 新春ナゾだらけの国スペシャル』として放送。

有吉・山﨑時代
- 2020年1月1日（水曜日）21:00 - 23:30に『なるほど!ザ・ワールド〜こんな絶景見たことない!奇跡の絶景スペシャル〜』として放送[8]。なお、司会は有吉が続投した一方、前回まで務めた滝川については山﨑夕貴に交代された[8]。現時点では事実上最後の放送。

### 特別版
2009年2月28日放送の特別番組『バラエティルーツの旅・あなたがいたから僕がいる 半世紀大感謝祭!!』で当番組が取り上げられ、愛川がゲストとして登場。愛川の「一度解答者をやってみたい」という意向により、「恋人選び」が企画された。出題VTRでは楠田が出題者として登場した。
司会進行は、かつて解答者として出演していた明石家さんまが担当し、愛川は急遽スタジオ内に居た当番組プロデューサーの王とペアを組み1番席に、2番席：オードリー、3番席：アラジン（つるの剛士・野久保直樹・スザンヌ）、4番席：今田耕司と岡村隆史がそれぞれ座ることになった。これは愛川の希望で解答者としての参加が実現したと共に、それで優勝したいという熱望もあったために、他の解答者はわざと誤答をし、愛川・王のペアを優勝に導く流れであった。
こちらでは2004年以降のスペシャル版のことに対して、放送上触れられることはなかった。

## クイズルール

### 基本ルール
- まず「オープニングクイズ」として数字にまつわるクイズ（「数の問題」などと呼称されたりした）を行い、最初の席順を決める。正解の数字もしくは内輪の近似値（正解の値より下且つ最も近い数字）を当てた解答者から順に、階段状のセットに設置された1 - 4番席（1番席に近いほど上段にある）に着席する。
  - 正解の数字よりオーバーした場合、それがどんなに正解に近いもの（外輪の近似値。正解の値より上且つ最も近い数字）であっても、内輪の数字を挙げたチームよりも下位になる。ただし複数組がオーバーした場合は、正解に近い方が上位となる。
  - 正解とかなり近い数字を解答した場合、若しくは丁度当てた場合は、愛川の独断で図書券1万円分、またはフジテレビ内のそば八の食事券や番組特製オリジナルグッズが貰える場合もあった｡
  - 中期はトランプマンによるテーブルマジックを使った席決めゲーム。ジャンケンで選択する順番を決め、1番を的中したチームには1万円分の図書券（後に商品券）がプレゼントされる。
  - 後期では、1チームずつに出題されるクイズで正解するまでにかかったタイムの早い順、ケロケロピックを使ったレースゲームと、時期によって様々な方法で決められていた。しかし、末期（1995年4月以降）の席順は簡単なジャンケンで決めていた。
- その後のクイズでの正解に応じて、解答枠の入れ替えがある。通常の正解は1段階、最終問題である「ジャンピングチャンス」では2段階上がることができる。
  - 末期（1995年4月以降）では、解答席が5枠まで増えたため、ジャンピングチャンスでの正解は1段階増えた3段階になった。また、最終問題で1枠に行けないことが確定した5番席の解答者には解答権が与えられなかった。しかし、1997年の大復活祭では再び2段階に戻した。
  - 2004年12月の「復活の祭典スペシャル」以降は、書き問題以外すべて正解すると無条件で1枠に上がることができる。そのため、最後の恋人選びは、ジャンピングチャンス名義ではない、単なる最終問題となった。しかし、それでは最終問題の恋人選びのみで優勝が左右されるため、2006年5月の「びっくり映像SP」以降の最終問題では、5枠からスタートし、1巡目で正解しても2段階しか上がれず、2巡目の正解で1枠に上がるというルールに変更された。
- 解答形式は、基本的には1番席より口頭での解答である。正解が出ないと次の枠に解答権が移る。この折、司会（愛川）は各枠へ解答を聞きに向かうが、制限時間が近くなると警報音[注 7]が鳴り、時間がなくなると「ダメ～」「○○ではない!」などのコメントを言いながら、解答席のテーブルを叩く。すると解答席に「×」印が表示される。特に最終問題では、解答の選択肢が無くなったという意味で「はい、消えたー!」（番組の中でも有名なセリフであった）[注 8]と叫びながら、解答席を叩いた。これは、解答テーブルに×印を出したり、ブザー音を鳴らすスイッチがあったわけではなく、演出およびスタッフへの合図である。
  - 最下位の席まで回っても正解が出ない場合は、再度1番席に解答権が与えられる。（このとき、観客席側から拍手が起きていた。）2 - 3巡しても正解が出なかった場合、ブザー音が鳴って時間切れ・全チーム不正解となる。
  - 正解・不正解の判断や、解答の制限時間は厳格に決められているわけではなく、司会（愛川）の裁量でなされた。例えば、警報音が鳴っていても、正解に肉薄している（正解に近い）場合は猶予を与えたり、問題によっては1度の解答権で1つしか解答を許さなかったりするなど、広い裁量権を持っていた。
  - 愛川は全チーム不正解時にごくまれではあるが、番組の観客に｢お客様の中で答えが分かる方はいらっしゃいますか?｣と聞く場合があった。その観客が正解した場合は図書券もしくは商品券1万円分が贈られた｡
- 筆記問題（書き問題）は海外特集（国内特集）で稀に出題され、全解答席に解答権がある。正解者は一気に最上位の席へ移動できる。ただし正解チームが複数居た場合、出題前の順位が上位の者から優先的に上位の席に移れる。
  - 例…1位席Aチーム、2位席Bチーム、3位席Cチーム、4位席Dチームの時にBチームとDチームが正解した場合は1位席Bチーム、2位席Dチーム、3位席Aチーム、4位席Cチームになる。
- 番組開始当初から長らくは上記の席の順に解答を聞き口頭で答える形式のみであったが、中期から早押しクイズが導入された。早押しクイズは海外特集（国内特集）とは別の独立コーナーで、席の順番に関らず早押しで解答権を得られる。正解すると1段上の席に上がれる。解答権は1組につき1回のみで、不正解（お手つき）すると解答席に「×」印が表示される。
- 番組中期の一時期4番席にわかったカード（「わかった！」と書かれた大きなプレート）があり、プレートを上げると、1番席より先に解答することができる。ただし、わかったカードが使えるのは番組中1回だけで、解答権についても1つのみ。
- 1番席が正解しても席を上がることができないので、その場合は1万円分の図書券（後に商品券）がプレゼントされる。これは各問題共通である。
- 番組の大まかな流れは「オープニングクイズ（または席決めゲーム）」→（番組中期からは「早押しクイズ」→）「海外特集（国内特集）」→「ジャンピングチャンス」→「優勝賞品を賭けたゲーム」というものであった。
- 後期では八者択一やワンフレクイズ（視聴者参加型）など、1種類のクイズだけで出題される回もあった。

### 早押しクイズ
VTR問題であり、答えが分かった時点でボタンを押す。7セグメントのデジタルで早く押した順番が表示され（早押し1位のみ赤ランプが点滅）、その順番で答えを聞いていく。押していない組が残っていれば問題は続行される。
番組イントロ大作戦
フジテレビで放送された番組のタイトルを流し、その番組名を当てる。
ワンフレクイズ
映像の中に一瞬だけ、その映像に関連するあるものの一部が写る。その写った物は何かを当てる。
胃ガメラ
内視鏡である物を接写している映像から、何を映しているのかを当てる。
早押し ミクロマン
ある物体を顕微鏡カメラで撮影し時間が経つごとにレンズの倍率が下がる映像から、何を映しているのかを当てる。
なお、後期は4番席に表示される画面が1 - 3番席画面に表示される画面より3秒早い時間差ミクロマンと言う形式に変わった。これにより、4番席の解答者が有利になり3番席と4番席の入れ替わりが目立った。テレビ画面ではメインで4番席に表示される画面が写ったが、小窓で1 - 3番席の画面も表示もしていた。
クイズ いただきマンモス
日本各地の面白料理を取材し出題。ヒントVTRを参考に早押しで解答する。
産直クイズ
ある地方の名物(主に食べ物)にまつわる問題に答える。
海外てんこもり
6つのキーワードの中から１つを選んで、そのキーワードに関する問題に早押しで答える。（但しこのコーナーのみ2回までお手付き可能）、通常の場合は1段階アップ出来るが、キーワード選択した組が正解した場合は2段階アップできる。2番席の場合は、1段階アップした上に、商品券1万円が貰え、1番席の場合は、商品券2万円が貰える。そして、正解した組が次のキーワード選択が出来る。

### その他のクイズ
世界ホンマかいな!?クイズ
なるほど!ザ・太田遺産
復活の祭典から登場。
過去の傑作VTRを用いた選択問題。選択肢の中から実際には存在しないVTRを当てる問題や、過去の番組を知らない子供達にVTRを見せて、一番支持されたのはどれかを当てる問題があった。
タイトルは太田胃散のパロディ。
10秒クイズ
復活の祭典から登場。
5枠から順番に、1問ずつ挑戦。
VTR中に問題が出題されるので、口頭で答える。10秒以内であれば、何回答えても良い。
一巡した後、5組の正解・不正解の結果に応じて、書き問題と同様のルールで席を入れ替わる。

### ジャンピングチャンス
最終の逆転可能なクイズ。CM明け（出題前）には「ジャンピングチャンス」の字幕が出るとともに「ピンポンピンポンピンポン」とのチャイムが鳴る。4番席から解答権があり、正解すると2段階(末期は3段階)アップする。なお、番組開始当初は、通常問題と同じく1番席から順に解答していた。また、当初から長らくはジャンピングチャンスの問題は2問あった（1問目がそれまでの問題と同じようなレポートからの出題、2問目が恋人選び）。最終問題で最下位席に座っている解答者は優勝の可能性がなくなるため、末期では最終問題で優勝の可能性の無い最下位席チームは解答権を与えられず、失格となった。

### 最終問題
以下のクイズは番組での最後のコーナー。
恋人選び（末期、復活特番ではなるほど！ザ・恋人選び）
8名(復活特番以降は10名)の、主に日本の有名人の写真（当初は白黒写真、後にカラー写真）が載っているパネルを日本国外の人物に持ってもらい、その人物が恋人にしたいと選んだ有名人は誰なのかを当てる。人物が男性の場合は女性を、女性の場合は男性を選ぶ。
大抵はラスト1問であるが、特番時や稀に「今日はエイプリルフールです」等と理由つけて、2問ないし3問行う事があった。
八者択一
1990年6月のセットチェンジから恋人選び以外にも、さまざまな8つの選択肢から正解を選ぶ問題が出題されるようになった。基本的にテーマに沿った問題を出題。稀に前述の「恋人選び」と同様に2問出題することもある。
当初は筆記問題の「二者択一」（2つの選択肢から正解を選ぶ）とセットで出題されていたが、後に「八者択一」のみ出題されるようになった。
祭典スペシャルでは「十者択一」の出題があった。
ひみつのカッコちゃん
ランキングの指定された順位の項目を当てる。
クイズ 8合わせ
2つの群（例：アニメのキャラクターとその声優）にそれぞれ8個の項目があるので、正しいと思う組み合わせを当てる。正解したら続けて解答する事が出来、全部の組み合わせが完成するまで出題された。
「クイズ 8合わせ」のみを出題し続けた回もあった。
ババ抜き5・6合わせ
基本的なルールは「クイズ 8合わせ」と同じであるが、1つの群には6個の項目、もう一方の群には5個しか項目がない。つまり6個ある群には、1個だけどの項目とも結びつかない「ババ」が含まれており、難易度が上がっている。さらに、ババを選んでしまった解答者は笑い声のSEが流れて失格となり、その後の解答権を失う。ババが出た後1番席が誤答の場合、次に3番席からの解答となる。
また、1994年10月の『秋の祭典』では“ババ抜き8合わせ”（8個中7個が直接正解に繋がる項目）として同様のルールで行われた。
クイズ 外国人の気持ち
魔女っ子名言ちゃん
偉人の発した名言の一部が伏せられているので、そこに当てはまる言葉は何かを答える。
味の親善大使 さすらいの料理人
どーんとやっちゃいました!!
クイズ 言葉のカベ

### 優勝賞品を賭けたゲーム
最終問題終了時点で1番席にいた解答者が優勝となり、ゲームの結果によって賞品が授与される。
ザ・ワールドボックス → なるほどボックス
それぞれに「な」「る」「ほ」「ど」（初期は「ザ・」「ワー」「ル」「ド」 ） と書かれた4つのボックスから1つ選び、愛川の「○○（選んだボックスの名前）、開けてちょうだい!」の掛け声でボックスが開く。良い賞品もあればハズレのような賞品もあった。
愛川欽也の声が出るゲーム
ボックス時代とは違い、顔人形を選ぶ前に賞品が紹介される。赤・青・黄・緑の台の上ある愛川欽也を模した4つの顔人形（ナムコ・ワギャナイザー）のうち1つ選び、後頭部を引っ張るとあらかじめ録音した愛川の声で賞品が発表される。
トランプマンのマジックをからめたゲーム勝負
- 3枚のカードから当たりを探す(スリーカードモンテ)
- 3つの伏せられたカップから、ボールの入ったものを選ぶ(カップアンドボール)
- 2枚のワールドザウルスカードを、トランプマンカードを避けて探す
- 4色のコインの中から、カップに入った色のコインを当てる
- 金のコインと銀のコインがそれぞれ左右どちらの手に入っているかを当てる
- 4枚のトランプのエースカードから、1枚を選ぶ(エースを探せ!)

開始当初は大当たりとハズレの賞品が共に取材した国のお土産であったが、1992年4月より大当たりがジャパンツアーシステムの旅行券10万円分、ハズレは宝くじ券10枚に変更した。もし外れた場合は、賞品は翌週へ持ち越される（ただし旅行券は最大50万円）。翌週以降で大当たりを出したチームがいれば、その週の賞品に加えそれまでの持ち越しの賞品も獲得できる。なお旅行券は月末で外れた場合、リセットされ再び10万円分に戻る。
トランプマンはマジックのテクニックを使って錯誤を誘うため、実質的にトランプマンと優勝チームの心理戦というようなものであった。なお、トランプマンがコインを取り落とすなどの失敗をした場合は、大当たりとして扱われた（このケースは1994年の「秋の祭典」でも同様に見られた）。
「春秋の祭典」では、1990年秋 - 1993年春に敗者復活戦で行われ、サドンデス形式で勝ち残った1チームを決めた。1994年春 - 1995年春の3回、優勝決定時でのゲームに使われた。
人間ボウリング
代表者1人がキャスターイスに座り、後方の席の人と一緒に協力して何本倒れるかを競うゲーム。倒れた本数×1万円分の旅行券がもらえ10本倒れればさらに10万円分、計20万円分の旅行券を獲得となる。さらに後方の席にも10本倒れれば10万円分の旅行券がもらえる（チームを組まない個人だけの優勝者、また重い人が優勝者のときはその後方席の前の席の人も協力した回もあった。ストライクは1度だけで逆にガターも1度だけあった）。1995年の「春の祭典」では敗者復活戦で使われた。
ぶらさがり
優勝チーム全員があるテーマに関することを1分以内にどれだけ答えるかを競うゲーム。時間内に10個正解もしくは耐えるか、途中で落下した時点で終了。正答数×1万円分の旅行券がもらえ正答が10個行けばさらに10万円分、計20万円分の旅行券を獲得となる。
1995年の「秋の祭典」での敗者復活戦では「ぶらさがりフリースロー」として行われ、途中で落下に加え投げるボールを使い切った時点で終了。全チームが挑戦した時点で多くゴールが入ったチームが決勝に進んだ。
優勝チームへの賞品とは別に、初期は優勝チームを予想した観客、中期は優勝チーム以外のチームを予想した観客（中身は優勝チームと異なる）、後期およびクイズのない回では（優勝チーム予想が廃止され）観客全員に、旭化成グループの関連商品（期首・期末改編時に実施された「春・秋の祭典」の時は旭化成は協賛していないため、フジテレビからの番組グッズ詰め合わせの福袋）が贈呈される。

## 2004年以降の特番のルール
- 新しく撮影されたVTRからの問題だけでなく、過去のVTRを基にした問題が出題された(2008年まで)。
- 通常の問題では、1番席から答えを聞いていき、どの席で正解しても一気に1番席へ行けるようになった（2015年10月以降は異なる）。
- 1番席で正解しても商品券などの金券は貰えなくなった。
- 最終問題は、2015年10月までは「なるほど!ザ・恋人選び」。それ以降は最終問題も通常問題と同じ扱い。

### 2004年12月28日放送「復活の祭典スペシャル」
- 解答者席は全部で5つ。オープニングゲームに、トランプマンがシャッフルした、Aから5のトランプを選び席順を決定。もちろん、Aが1番席となる。
- 過去のVTRの中からウソを当てる「太田遺産」のコーナー（筆記問題）があり、正解すると上位の席へ移動。不正解は下位の席へ。
- タイの「空飛ぶ野菜炒め」の達人が16年振りに登場し、田中裕二が野菜炒めをキャッチできるかどうか予想するコーナーがあった。予想的中すれば上位の席へ移動できる上に、達人のタイ料理を食べることができる。さらに田中がどんな状態になるかを的中すれば、爆笑問題人形を獲得。
- 最終問題の「恋人選び」に正解で優勝となり優勝チームはなるほどボックスに挑戦。ロンドン往復航空券、番組DVDとプレイヤーのセット、食器洗い機などが入っていた。
- 森公美子が中華人民共和国の長角ミャオ族に、風見しんごがタイ王国のカレン・コーヤオ族に再会する企画もあった。

### 2005年5月4日放送「黄金の祭典スペシャル」
- 最初の席順は予め抽選で決定されていた。
- 前回同様、達人と田中の対決を予想するコーナーが登場。今回は、巨大相撲の達人が登場し、田中がハンデをもらった上で達人と対決して勝つかどうかの予想を行った。
- 優勝チームはトランプマンとのカード勝負（ジョーカーと白紙のカードのうち、ジョーカーを当てる）に挑戦。勝てば往復航空券を獲得。トランプマンとのゲーム勝負は2007年4月の特番まで続く。

### 2005年12月28日放送「年末の祭典スペシャル」
- 基本的に2005年5月4日の放送と同様、最初の席順はオープニングゲームではなく事前に決められていた。
- 書き問題以外に、ジェスチャーで解答する問題があった。

### 2006年5月2日放送「びっくり映像SP」
- 最初の席順は事前に、トランプマンからトランプを引いてそれに書かれてある数字と同じ席で決められた。
- まずは通常の口答問題を数問実施（今回は、書き問題はなし）。2004年以降の特番同様、どの席で正解しても1番席へ進む。さらに今回だけのルールとして、爆笑問題のどちらかの人形を1体獲得した。
- 最終問題前に、過去のVTR30本の中から海外のテレビ局員が最も衝撃的だと選んだVTRはどれかを当てる問題が出題された。初めに1番席から順番に1本ずつ選択していった後（選択できる本数は、先の通常問題で獲得した人形の数+1本）、30位から順番に発表。選んだVTRがすべて出てしまったチームから順番に5番席、4番席…と確定、最後まで残ったチームが1番席となった。
- 最終問題の「なるほど!ザ・恋人選び」はこの回から、1巡目で4・5番席で正解しても2段階しか行けず、2巡目ではどの席からでも正解すれば1番席へ行けて優勝できるというルールになっていた。つまり4・5番席は、1巡目でわざと不正解の選択肢を選んだ後、2巡目で正解を選ばないといけない（しかし1巡目で1 - 3番席のチームが正解して優勝が決まる可能性もあり、2巡目がある保証はない）というハンデを背負う形になった。

### 2007年4月1日放送「マル秘映像で作る世界地図の祭典」
- この回の太田遺産は、後に3代目司会者となる滝川クリステルがレポーターとなって出題。キッザニアに来た過去のなるほどを知らない子供達に、過去に放送された10本のVTRを見せて、どれが一番子供達に支持されたかを当てる問題であった。

### 2008年4月29日放送「世界のびっくり人間　100連発SP」
- 最初の席順は、VTRで出題される2択問題7問の成績によって決定。
- 1問だけ、びっくり人間本人が登場しての書き問題があった。しかし太田がヒントを出しすぎたため、4組が正解。そのびっくり人間にまつわる問題がもう1問出題され、挙手で解答権を争い、その問題で正解した1組だけが1番席に上がることができた。
- 復活の祭典以降恒例であった太田遺産は、今回は出題されず。
- 優勝チームへのゲームはなく、自動的に海外旅行が贈られた。

### 2015年10月10日放送「2015秋」
- 解答者席は全部で4つ。最初の席順は予め抽選で決定されていた。
- 最終問題以外は全て通常問題であるが、これまでとは違い、ジャンピングチャンスと同様のルールで4番席から答えを聞いていく。正解すると2段階上がることができる。
- 最終問題の恋人選びだけ、1番席から聞いていく。
- 恋人選びはニューヨークで50人に聞いたアンケート結果を予想するもの。8択であるが、事前に1位と2位は公開されており、3位を当てると正解。そのため、実質6択となり、3番席と4番席は回答のチャンスは1回しかない。
- 優勝チームへの賞品は特になかった。

### 2016年7月4日放送「2016夏」
- 解答者席は全部で4つ。最初の席順は予め抽選で決定されていた。
- 全て通常問題で、ジャンピングチャンスおよび恋人選びも廃止。1番席から答えを聞いていく。正解すると2段階上がることができる。
- 優勝チームはトランプマンとのゲーム勝負であるが、この回は4枚のカードから当たりと思うものを優勝チームのメンバーがそれぞれ選び、当たった1人にVTRで紹介された特殊な自転車が贈られる。

### 2017年4月8日放送「世界の絶景スペシャル」
- 解答者席は全部で4つ。最初の席順は予め抽選で決定されていた。
- 前回同様全て通常問題で1番席から答えを聞いていく。正解すると2段階上がることができる。最後の問題も通常問題。
- 優勝チームへの賞品は特になかった。

### 2018年1月8日放送「日本人がまだ知らない!ナゾだらけの国!スペシャル」
- 前回と同じルールで行われた。

### 2019年1月1日放送「新春ナゾだらけの国スペシャル」
- 前回と同じルールで行われた。
- 優勝チームには「目録」が渡された。

### 2020年1月1日放送「こんな絶景見たことない!奇跡の絶景スペシャル」
- 司会が滝川クリステルから山﨑夕貴に代わった。
- 前回と同じルールで行われた。
- 優勝チームへの賞品は特になかった。

## 司会
- 初代：愛川欽也・楠田枝里子 - レギュラー時代～1997年12月
- 第2代：爆笑問題（太田光・田中裕二） - 第1次特番時代（2004年12月28日～2008年4月29日）
- 第3代：有吉弘行・滝川クリステル - 第2次特番時代（2015年10月10日 ～ 2019年1月1日)
- 第4代：有吉弘行・山﨑夕貴 - 第3次特番時代（2020年1月1日）

## アシスタント
- 鈴木麻子
- 中立圭子
- 岡牧子

## ナレーター

### レギュラー放送および1997年の特番（改編期の特番「春の祭典・秋の祭典」含む）（司会：愛川、楠田）
| 放送時期                    | メインナレーター | サブナレーター       |
| --------------------------- | ---------------- | -------------------- |
| 1981年10月 - 1990年5月      | レポーターが兼任 | レポーターが兼任     |
| 1990年6月- 1991年3月        | 南こうせつ       | レポーターが兼任     |
| 1991年4月- 1992年3月        | 南こうせつ       | 野沢雅子             |
| 1992年4月- 1995年3月        | 野沢雅子         | 青嶋達也             |
| 1995年4月- 1996年3月        | 野沢雅子         | 奥寺健、大林典子     |
| 最終回(1996年3月26日)       | 野沢雅子         | みのもんた、大林典子 |
| 1997年4月・12月『大復活祭』 | 野沢雅子         | 宮川俊二             |

「春の祭典・秋の祭典」での「海外特集」では、初期はフジテレビ系列で放送されていたアニメのキャラクターがナレーションを担当したが、『ドラゴンボール』の孫悟空役の野沢と『サザエさん』のサザエ役加藤みどりが交互に担当し、「海外特集」以外は野沢が担当している。

### 第1次特番時代（司会：爆笑問題）
| 放送時期                                           | 女性ナレーター     | 男性ナレーター     | コーナーナレーター |
| -------------------------------------------------- | ------------------ | ------------------ | ------------------ |
| 2004年12月28日「復活の祭典スペシャル」             | 益田由美           | 平野義和、滝口順平 | (不在)             |
| 2005年5月4日「黄金の祭典スペシャル」               | 益田由美           | 平野義和、滝口順平 | (不在)             |
| 2005年12月28日「年末の祭典スペシャル」             | 益田由美           | 平野義和、滝口順平 | レニー・ハート     |
| 2006年5月2日放送「びっくり映像SP」                 | 益田由美、坂上みき | 平野義和、滝口順平 | (不在)             |
| 2007年4月1日放送「マル秘映像で作る世界地図の祭典」 | 益田由美、坂上みき | 根岸朗、滝口順平   | (不在)             |
| 2008年4月29日放送「世界のびっくり人間100連発SP」   | 益田由美、坂上みき | 平野義和、滝口順平 | (不在)             |

### 第2次特番時代（司会:有吉、滝川）
| 放送時期                     | 女性ナレーター       | 男性ナレーター                            |
| ---------------------------- | -------------------- | ----------------------------------------- |
| 2015年10月10日放送「2015秋」 | 野沢雅子、杉本るみ   | 奥田民義                                  |
| 2016年7月4日放送「2016夏」   | 野沢雅子、柳原可奈子 | 澤部佑(ハライチ)、平子祐希(アルコ&ピース) |
| 2017年4月以降のスペシャル    | 杉本るみ             | 窪田等、                                  |
| 2020年1月1日                 |                      | 服部潤、真地勇志                          |

レギュラー放送および特番でのボイスオーバーは、主に青二プロダクション所属の声優が担当。

## 解答者

### レギュラー時代
五十音順に並べる。ゲストパネラーも含む。
- 哀川翔
- 明石家さんま
- 秋野暢子
- アグネス・チャン
- 朝丘雪路
- 麻木久仁子
- 東ちづる
- 荒井注
- 新珠三千代
- 生田悦子
- 池内淳子
- 石川さゆり
- 石田えり
- 市毛良枝
- 伊東四朗
- 宇津井健
- 大沢樹生
- 大島さと子
- 大空眞弓
- 大塚範一
- 大仁田厚
- 岡本夏生
- 沖雅也
- 荻野目洋子
- 織田裕二
- 小野ヤスシ
- 柏木由紀子
- 加藤茶
- 加藤紀子
- 川島なお美
- 神田うの
- 神田正輝
- 北島三郎
- 木の実ナナ
- 木村理恵
- KinKi Kids
- 工藤夕貴
- 熊谷真実
- 倉沢淳美
- 桑野信義
- 研ナオコ
- 神津はづき
- 小堺一機
- 小林幸子
- 小松政夫
- 小室哲哉
- コロッケ
- 酒井法子
- 堺正章
- 榊原郁恵
- 坂本九
- 佐久間良子
- さだまさし
- 佐野量子
- 沢口靖子
- 篠原勝之
- 下條アトム
- 菅原洋一
- 杉田かおる
- 鈴木杏樹
- 鈴木ヒロミツ
- 関根勤
- そのまんま東
- ダーク・ダックス
- 高田みづえ
- 高橋昌也
- 高峰三枝子
- 多岐川裕美
- 武田鉄矢
- 田代まさし
- ダチョウ倶楽部
- 田中律子
- 谷啓
- 谷村新司
- 田村英里子
- ダンプ松本
- チェリッシュ
- 鶴見辰吾
- 十朱幸代
- 中野浩一
- 中森明菜
- 奈良岡朋子
- 夏木ゆたか
- 西川きよし
- 西川弘志
- 錦織一清
- 西田ひかる
- 根上淳
- 野際陽子
- 羽賀研二
- 早坂好恵
- 林寛子
- 久本雅美
- ピンクの電話
- 布川敏和
- 藤村有弘
- 藤村俊二
- ブルック・シールズ - 来日時に出演
- 古谷一行
- ペギー葉山
- 舛添要一
- 松あきら
- 松本伊代
- 松本典子
- 松原千明
- マルシア
- 美川憲一
- 水野久美
- 三田村邦彦
- 三田寛子
- 宮沢りえ
- 村田兆治
- 村野武範
- 森口博子
- 森下洋子
- 森末慎二
- 森田健作
- 森昌子
- 森脇健児
- 諸星和己
- 薬丸裕英
- 矢崎滋
- 柳沢慎吾
- 山口美江
- 山瀬まみ
- 山田邦子
- 由紀さおり
- YOSHIKI
- 吉村明宏
- 米倉斉加年
- ラサール石井
- 和久井映見
- 和田アキ子
- 渡部絵美

### 第1次特番時代
- 石原真理絵
- 加護亜依
- 勝俣州和
- 菊川怜
- 麒麟
- 劇団ひとり
- 堺正章
- 沢村一樹
- 関根勤
- 辻希美
- 中尾彬
- にしおかすみこ
- 西川史子
- 西村知美
- 三宅裕司
- MEGUMI
- 森公美子
- 薬丸裕英
- ルー大柴

## レポーター

### レギュラー時代
五十音順。一部、番組オリジナルの名義の者もいる。
- 青木美枝
- アガタ・モレシャン
- アグネス・チャン
- 安達祐実
- 阿部知代
- 新珠三千代
- 安奈淳
- いかりや長介（ザ・ドリフターズ）
- 池谷幸雄
- 石野真子
- 石原真理子
- 池上季実子
- 大空眞弓
- 泉ピン子
- 井上順
- 宇江佐りえ
- 内海光司（当時・光GENJI）
- 大東めぐみ
- 岡崎友紀
- 岡田真澄
- 岡本夏生
- 奥山佳恵
- 小野ヤスシ
- 帯淳子
- 風見しんご
- 梶原しげる
- 片平なぎさ
- 桂三枝
- 加藤茶（ザ・ドリフターズ）
- 金沢碧
- 川端けんじ
- 神田正輝
- 木の実ナナ
- 工藤静香
- 工藤夕貴
- 熊谷真美
- 栗原小巻
- 研ナオコ
- 神津はづき
- 河野景子
- 小松政夫
- 紺野美沙子
- 斉藤満喜子
- 斉藤由貴
- 堺正章
- 坂口良子
- 迫文代
- 定岡正二
- 佐野量子
- 島崎俊郎
- 清水アキラ
- 城ヶ崎祐子
- 東海林のり子
- そのまんま東
- 高橋彩夏
- 高橋由美子
- 高見知佳
- 田代まさし
- 田中好子
- 田中義剛
- 谷啓
- TARAKO
- 筒井櫻子
- 手塚理美
- デーブ・スペクター
- デーモン小暮（聖飢魔II）
- 十朱幸代
- 渡嘉敷勝男
- 中井貴恵
- 中島啓江
- 名取裕子
- 錦織一清（少年隊）
- 花島優子
- 橋本志穂
- 東山紀之（少年隊）
- ピンクの電話
- 藤谷美和子
- 藤村俊二
- 福田明希子
- 星野知子
- 益田由美（ひょうきん由美）
- 松あきら
- 松坂慶子
- 萬田久子
- Mr.マリック
- 水沢アキ
- 三田寛子
- 三田村邦彦
- 峰竜太
- みのもんた（レポーターの他、最終回ナレーターを担当）
- 宮崎美子
- 森公美子
- 薬丸裕英
- 矢崎滋
- 八代亜紀
- 山瀬まみ
- 山田邦子
- 柳沢慎吾
- 山口良一
- 山下真司
- 山村美智子
- 山本陽子
- 雪野智世
- よしざわたか
- 渡辺真知子

### 特番時代
- 上地雄輔
- 斉藤慶太
- 斉藤祥太

## メインマスコットキャラクター
- 1990年6月 - 1992年3月：ワールドフィッシュ
- 1992年4月 - 1993年6月：ワールドザウルス
- 1993年7月 - 1994年3月：ワールドザウルス&スペースザウルス
- 1994年4月 - 1995年3月：タクシーフィッシュ

メインキャラクターは1995年4月に消滅するが、解答者席やセットなどでは1996年3月の番組終了まで用いられていた。
キャラクターのデザインはスチュワート・マスコウィッツが手がけた。

## レギュラー放送時代のネット局
放送局社名および系列はレギュラー放送終了時点(打ち切りの場合はその時点)のもの。
| 放送対象地域   | 放送局             | 放送終了時点の系列                           | ネット形態             | 備考                                                                                              |
| -------------- | ------------------ | -------------------------------------------- | ---------------------- | ------------------------------------------------------------------------------------------------- |
| 関東広域圏     | フジテレビ         | フジテレビ系列                               | 制作局                 |                                                                                                   |
| 北海道         | 北海道文化放送     | フジテレビ系列                               | 同時ネット             |                                                                                                   |
| 青森県         | 青森放送           | 日本テレビ系列                               | 遅れネット             | 途中打ち切り                                                                                      |
| 岩手県         | 岩手めんこいテレビ | フジテレビ系列                               | 同時ネット             | 1991年4月開局から                                                                                 |
| 宮城県         | 仙台放送           | フジテレビ系列                               | 同時ネット             |                                                                                                   |
| 秋田県         | 秋田テレビ         | フジテレビ系列                               | 同時ネット             |                                                                                                   |
| 山形県         | 山形テレビ         | フジテレビ系列                               | 同時ネット →遅れネット | 1993年3月打ち切り                                                                                 |
| 福島県         | 福島テレビ         | フジテレビ系列                               | 同時ネット             | 1983年10月から                                                                                    |
| 山梨県         | テレビ山梨         | TBS系列                                      | 遅れネット             |                                                                                                   |
| 新潟県         | 新潟総合テレビ     | フジテレビ系列                               | 同時ネット             | 1983年9月まではテレビ朝日系列とのクロスネット局                                                   |
| 長野県         | 長野放送           | フジテレビ系列                               | 同時ネット             |                                                                                                   |
| 静岡県         | テレビ静岡         | フジテレビ系列                               | 同時ネット             |                                                                                                   |
| 富山県         | 富山テレビ         | フジテレビ系列                               | 同時ネット             |                                                                                                   |
| 石川県         | 石川テレビ         | フジテレビ系列                               | 同時ネット             |                                                                                                   |
| 福井県         | 福井テレビ         | フジテレビ系列                               | 同時ネット             |                                                                                                   |
| 中京広域圏     | 東海テレビ         | フジテレビ系列                               | 同時ネット             |                                                                                                   |
| 近畿広域圏     | 関西テレビ         | フジテレビ系列                               | 同時ネット             |                                                                                                   |
| 島根県・鳥取県 | 山陰中央テレビ     | フジテレビ系列                               | 同時ネット             |                                                                                                   |
| 岡山県・香川県 | 岡山放送           | フジテレビ系列                               | 同時ネット             |                                                                                                   |
| 広島県         | テレビ新広島       | フジテレビ系列                               | 同時ネット             |                                                                                                   |
| 山口県         | テレビ山口         | TBS系列                                      | 同時ネット →遅れネット | 1985年4月から 1987年9月まではフジテレビ系列とのクロスネット局                                     |
| 徳島県         | 四国放送           | 日本テレビ系列                               | 遅れネット             |                                                                                                   |
| 愛媛県         | 愛媛放送           | フジテレビ系列                               | 同時ネット             |                                                                                                   |
| 高知県         | 高知放送           | 日本テレビ系列                               | 遅れネット             |                                                                                                   |
| 福岡県         | テレビ西日本       | フジテレビ系列                               | 同時ネット             |                                                                                                   |
| 佐賀県         | サガテレビ         | フジテレビ系列                               | 同時ネット             |                                                                                                   |
| 長崎県         | テレビ長崎         | フジテレビ系列                               | 同時ネット             | 1990年9月までは日本テレビ系列とのクロスネット局                                                   |
| 熊本県         | テレビくまもと     | フジテレビ系列                               | 同時ネット             | 1982年3月までは日本テレビ系列とのトリプルネット局 1989年9月まではテレビ朝日系列とのクロスネット局 |
| 大分県         | テレビ大分         | 日本テレビ系列 フジテレビ系列                | 同時ネット             | 1987年10月6日から 1993年9月まではテレビ朝日系列とのトリプルネット局                               |
| 宮崎県         | テレビ宮崎         | フジテレビ系列 日本テレビ系列 テレビ朝日系列 | 同時ネット             | 日本テレビ系列に関しては、NNS非加盟                                                               |
| 鹿児島県       | 鹿児島テレビ       | フジテレビ系列                               | 同時ネット             | 1982年9月まではテレビ朝日系列とのトリプルネット局 1994年3月までは日本テレビ系列とのクロスネット局 |
| 沖縄県         | 沖縄テレビ         | フジテレビ系列                               | 同時ネット             |                                                                                                   |

## スタッフ

### レギュラー時代
- 構成：奥山恍伸、玉井貴代志 / 鵜沢茂郎、望月敏、轟ワタル、澤井康成
- リサーチ：CUBE
- キャラクターデザイン：スチュワート・マスコウィッツ
- 取材担当
  - オン・エアー：石戸康雄[9]、宮澤博、伊秩実、浜田弘、奥村浩、浅野曜子、ルイゼッラ・パラディーノ、谷則安、保坂秀司、石原孝仁、藤岡次人、木谷浩之、柴田明廣、松坂一彦、折田俊一郎、小高徹、丑山彰、小林正、原島雅之、安藤茂克、二木徹、小牧敏哉、大楽玲子、林秀美
  - TV BOX：北尾泰博、岡村泰雄、鈴木寿一、井上光紀、根岸ちひろ、星利也、白川雄二、齋藤直史、山口千里、庄司孝
  - D'z：望月聡、唐津谷徹、細谷ナナ、横川博子
  - J Associates：高橋純一、河本和美、吉田雅司、伊藤和美、白木紋子、田中深恵、林幹太、河村一政、根津伸行、上下真三
  - イースト：角井英之、中山高嘉、安井健、藤保修一
  - 才：明吉加代子、廣田潤、住本慶一郎、大久保邦智、棟方大介、長浜英臣、山田久恵、松井一恵
  - D-PROJECT：浜崎裕二、村田英子、小倉宣勇
- 編集・MA：東洋現像所ビデオセンター→IMAGICA、共同テレビビデオ編集センター
- 音響効果：第一音響→4-Legs
- フジテレビ王班ディレクター：高山茂樹、石本幸一、加茂裕治、水口昌彦、小杉雅博、石田英史、坪田譲治、天野晃宏、内藤和明
- 総合演出 → プロデューサー：加藤友和
- プロデューサー：王東順（最初期はディレクター兼任[注 12]）
- 技術協力：共同テレビジョン、八峯テレビ、FLT、ダブルビジョン、明光セレクト、インターナショナルクリエイティブ / サニーサイド、ジーピーエー
- ボイスオーバー協力：青二プロダクション
- 協力：日本航空
- 制作協力：オン・エアー、オフィス・トゥー・ワン、ティーヴィボックス、D'z、J Associates、イースト、才、ディープロジェクト
- 制作：フジテレビ編成局第二制作部
- 制作著作：フジテレビ

### 2004年以降スペシャル時代

#### 現在
2020年1月1日放送分
- 構成：桝本壮志、大井達朗、水野将良
- TP：高瀬義美
- SW：宮崎健司
- CAM：小出豊
- VE：水野博道
- 音声：高橋幸則
- 照明：三觜繁
- ロケ技術：三好隆太、稲見勝、山下貴之、岩瀬靖生、Kincy Philip、Albert Manansal、坂田美緒、橋口和利、加藤誠
- 美術プロデュース：平井秀樹（フジテレビ）
- デザイン：鈴木賢太（フジテレビ）
- アートコーディネーター (以前は美術進行と表記)：椛田学
- 大道具：裏隠居徹
- 大道具操作：山本和成
- マルチ：大高貢
- アクリル装飾：鈴木竜
- 電飾：白鳥雄一
- 特殊装置：日下信二
- アートフレーム：石井智之
- 装飾：門間誠
- アレンジ：西村怜子
- メイク：山田かつら
- 衣裳：宮澤愛
- 音響効果：松長芳樹（factory）
- CG：木本禎子（フジテレビ）
- TK：色摩涼
- 編集：葉柴栄次、木村信彦
- MA：山岸慎一郎
- コーディネーター：WASABI JP COMUNICACAO-EIREELI、Monchi Media、Guam TV Productions、ジープ島（吉田宏司）、南米ネットワーク、フィンウェイ・サービス
- リサーチ：JFK ジャパンフッテージ
- CG：GAIN、デキサ
- 技術協力：ニユーテレス、fmt、factory、共テレ、レック、ジェイ・クルー、スウィッシュ・ジャパン、JAPAN MEDIA CREATE、マルチバックス、東京オフラインセンター
- 広報：瀬川ネリ（フジテレビ）
- デスク：武田志麻
- SPECIAL THANKS：王東順（ドリームワン、以前は監修）、坪田譲治（フジテレビ、2006年まではプロデューサー、2007年は企画）
- FD：趙成京、松浦直人、若狭聡司
- ディレクター：岡亨・金井克仁（以上イースト・ファクトリー）、地濃愛（U-FIELD）、大野寿之、佐々木堅人、嘉元規人（アズバーズ）/ 中澤智有（マウントポジション）
- プロデューサー：堀川香奈（フジテレビ、以前はAP）、上原敏明・杉本美雪（以上U-FIELD）、鈴木康祝・阿見たか子（以上イースト・ファクトリー）、田岸宏一（クロスエイト）、三宅瑠衣子（TV BOX）
- 演出：寺田裕（フジテレビ）、久保田集（イースト・ファクトリー）
- チーフプロデューサー：浜野貴敏（フジテレビ、復活特番6回のみプロデューサー、以前は編成 → チーフプロデューサー・演出）
- 制作協力：イースト・ファクトリー、U-FIELD
- 制作：フジテレビ 編成制作局 制作センター第二制作室
- 制作著作：フジテレビ

#### 過去
- 構成：田中直人、池田一之、樋口卓治、白川ゆうじ、天野慎也、秋葉高彰、高橋マツピロ、横山雄一郎、今村クニト、吉橋広宣、なかじまはじめ、今井とおる、大井洋一、矢野了平 / 鈴木おさむ
- クイズ監修：道蔦岳史
- クイズ構成：矢野了平（以前は構成）
- クイズリサーチ (以前はクイズ構成と表記)：小堀裕也、坂野真希、塩見昌矢
- リサーチ：鈴木さくら、神谷翔
- 海外リサーチ：喜多あおい（ジーワン）、後藤美穂（コラボレーション）、何貞子
- TP：江花佳恵（フジテレビ）
- 技術：共同テレビジョン
- 照明：FLT
- ロケ技術：コスモ・スペース、m&m mediaservices、Bull Bull、マリポーサカンパニー、岸本幸久、杉村智司、相田義敦、芳川和也、福岡利浩、奥山雅章、村本達弥、湯本将司、鈴木光輝、吉川英嗣、石坂幸太郎、古市温、星野知世、岡宏之
- 美術プロデューサー：井上明裕（フジテレビ）
- デザイン：棈木陽次（フジテレビ）
- 美術進行：伊藤則緒
- 大道具：前田かなこ
- マルチ：マルチバックス
- 衣裳：藤原ひとみ
- タイトル：山形憲一[10]
- CG：岡本英士・徳永晶子（以上フジテレビ）
- 編成：金田耕司・情野誠人・南條祐紀（以上フジテレビ）
- 広報：為永佐知男・齋田悠・山本麻祐子・根本智史（以上フジテレビ）
- PCコンテンツ：清水美幸（フジテレビ）
- モバイルコンテンツ：野々川緑（フジテレビ）
- 制作進行：稲村隆・塩田宮子（共にコラボレーション）
- 音響効果：古屋ノブマサ（当時4-Legs）、星裕介（4-Legs）、木戸茜（FREEDOM OF ZACK）、小堀一（OKK）
- TK：海老澤廉子
- 編集：掛川高志（麻布プラザ）、吉川豪・水元綾子（以上IMAGICA）、田村啓一郎（Junesep）、賀古勝利（ジーリンクスタジオ）、小山航平・藤田拓斗（以上共同エディット）
- MA：中尾和博・飯田太志（共に麻布プラザ）、渡邊優久・片桐麻莉子（以上IMAGICA）、森司朗（ジーリンクスタジオ）、高橋誠一郎・深沢一友・泉英理奈（以上共同エディット）
- コーディネーター：Top Spin Creative Corp.、エクセルマン・プロダクションズ：フランス，ケニヤ，内戦中のニジェール、GPA USA、m&m mediaservices、NTVE、スペイントレンディ、Duo CC、Optolingua ku associates llc.、CPインターナショナル・オーストラリア、シュート・イン・アイスランド（杉原由紀）、EXITUS（坂本晃彦）、マックスコンタクト、GPA PARIS / Malou Media / バックボーン、Guide to Greenland / マックスサファリ
- 海外ロケ協力：7f16
- 画像・映像提供：クロアチア国営放送HRT、Shutterstock、アフロ
- デスク：古賀美由紀、曽我加仰里
- FD：青木達生、谷中憲（U-FIELD）
- ディレクター：折田俊一郎（TVBOX）、佐々木繁雄（コラボレーション）、木伏智也（当時コラボレーション）、飯村徹郎（フジテレビ）、浅野克己（D-PORT）、隅川恵美（TVBOX）、須田基之、竹前光昭、藤井敏嗣、藤巻圭吾（クリーク・アンド・リバー社）、長沼昭悟（ベイビーディレクター）、杉原裕一、岡本舞、忍穂井綾（クリーク・アンド・リバー社）、植松裕介（フジテレビ）
- チーフディレクター：和田英智（LARGEST ARMY）
- 演出：長谷川孝行（復活特番5回まで）、清水泰貴（フジテレビ、復活特番6回のみ）、山田賢太郎（フジテレビ）
- 演出：佐々木崇人（フジテレビ）、前川善郎（U-FIELD）
- 演出監修：木月洋介（フジテレビ、以前はVTR演出）
- 海外プロデューサー：伊藤和美（コラボレーション）
- 制作プロデューサー：浜田弘（コラボレーション）、松本明美
- AP：黒柳法子（フジテレビ）
- プロデューサー：鈴木寿一（コラボレーション）、星利也（TV BOX）、島田勇夫（U-FIELD）、高橋洋子（クラフト）、伊藤みやび（D-PORT）
- プロデューサー → チーフプロデューサー：石井浩二（フジテレビ、2007年はP、2008年以降はCP担当）
- 制作統括：夏野亮（フジテレビ）
- 協力：日本航空、ジャルパック
- 技術協力：IMAGICA
- 美術協力：フジアール
- 制作協力：コラボレーション、クリーク・アンド・リバー社

## 番組テーマ曲

### オープニング
- 1981.10 - 1990.5、2004年以降のスペシャル（アレンジ版）：「トランプス・ディスコのテーマ」（なるほど!ザ・ワールドのテーマ）トランプス（英語版）（彼らのアルバム『トランプス』に収録）[注 13]
  - 初期や最終回スペシャルでのエンディング、復活版、および『とんねるずのみなさんのおかげでした』内のパロディ版「このあと!ザ・ワールド」でもこの曲がテーマ曲として使用。「なるほど!ザ・ワールド」で使用される以前では、ニッポン放送で夕方に放送されていたワイド番組『夕空晴れて!ひがのぼるです』（1977年10月 - 1984年3月）の内包番組「ひがのぼるの三菱ダイヤモンドハイウェイ」のオープニング曲として長く使用されていた[注 14]。その後2006年10月にANAのCMソング（成田-シカゴ線就航告知CM）に、2011年11月にはENEOSのエネファームのCM、2013年8月にはホンダ・フィット（3代目）のCMにそれぞれ使用された。CS放送のファミリー劇場でも2014年6月に「ファミ劇!ザ・ワールド」という特集の予告として同曲が使用された。2017年4月からテレビ東京系でレギュラー放送されている「出川哲朗の充電させてもらえませんか?」でもオープニングやエンディングとして使用する事がある。
- 1990.6 - 1991.3：「NEW YORK, CLOUD 9」 村松健[注 15]　（これより後もエンディングでも使用された。）
- 1991.4 - 1993.9：「天国と地獄のテーマ」 ジャック・オッフェンバック作曲（シンセサイザー演奏によるテンポをやや速くしたオリジナルアレンジが使われた）
- 1993.10 - 1994.9：「交響曲第9番」 ベートーヴェン作曲
- 1994.10 - 1995.3：「WILD PITCH」 ビンゴボンゴ
- 1995.4 - 1996.3：「JUST MY FRIEND」 米米CLUB

### エンディング
- 「もしもタヌキが世界にいたら」ユミ
- 「愛のハーモニー」アグネス・チャン
- 「NO END SUMMER」角松敏生
- 「午後のパドドゥ」河合その子
- 「冬のオペラグラス」新田恵利
- 「もっと近くに (as close as possible)」オフコース
- 「妖精たちのTea Party」松田聖子
- 「時代」薬師丸ひろ子
- 「旅立ちはフリージア」松田聖子
- 「ちょっとどこ行くの」ヨッちゃん&ケンちゃん
- 「君に逢いたい午後」稲垣潤一
- 「君がここにいてほしい｣ 杉山清貴
- 「浪漫飛行」米米CLUB
- 「Shake Hip!」米米CLUB
- 「心の旅」吉田栄作
- 「オゾンのダンス」 たま
- 「少年の瞳に…」荻野目洋子
- 「君だけに愛を」FLYING KIDS
- 「ふりむかないで」Wink
- 「銀の指環」財津和夫
- 「シェリーに口づけ」 LONG VACATION
- 「ごめんね太陽」山下久美子
- 「BORDERLESS」鈴木結女
- 「Happy Birthday」電気グルーヴ
- 「SWEET SILENCE」access
- 「恋してムーチョ」TUBE
- 「VENUSの憂鬱」PERSONZ
- 「おいでよSMILE WORLD」永井真理子

## タイトルロゴ
- 初代　1981.10 - 1993.09、1997大復活祭 -
- 2代目　1993.10 - 1996.03

## 番組で使われたBGMおよび効果音
- 中期の書き問題解答タイムで使用されていたBGM
  - Mi Senora(カシオペア「SUN SUN」)
- ミクロマンの問題VTRで使用されていたBGM
  - 「スーパーマリオブラザーズ3」のハンマーブロスステージ（アキハバラ・エレクトリック・サーカス「スーパーマリオブラザーズ3」）
- 優勝賞品を賭けたゲームでハズレの時のBGM
  - アニメ「燃える!お兄さん」のアイキャッチ

## パロディ番組
- オレたちひょうきん族「なるほど！ザ・河田町」-『タケちゃんマン』PART-96「タケちゃんマンのクイズ必勝法の巻」にて。クイズマニアの浪人生・竹造（ビートたけし）が挑戦。タイトルロゴは初代を模した物を作成し、オープニングテーマ曲も本家と同じ「トランプス・ディスコのテーマ」を使用していた。なお、河田町は当時のフジテレビの本社および演奏所の所在地であった。
- タケちゃんの笑って逃げきる大晦日「『なるほど!ザ・ワールド』に似たクイズ!!」 - セットをそのままに実施。司会に島田紳助・逸見政孝、解答者にダウンタウン・森口博子・ウッチャンナンチャン・野沢直子・B21スペシャルで3人1組3チームの対抗戦であった。
- とんねるずのみなさんのおかげでした「このあと!ザ・ワールド」- タイトルロゴは初代のものを踏襲。オープニングテーマ曲も本家と同じものを使用している。
- とんねるずの生でダラダラいかせて!!「なるほど!ザ・成増」当時石橋が住んでいた成増に関するクイズを行った。
- クイズ☆タレント名鑑「トランプマンチャンス」
- めちゃ×2イケてるッ!「なるほど・ザ・赤DVD」 - 司会が岡村隆史ゼネラルプロデューサー、回答者がめちゃイケのスタッフで、めちゃイケ赤DVDから問題が出される。
- サザエさん「なるほど！ザ・サザエさん」-サザエさん放送25周年を記念して、つくられた企画。登場人物たちが数チームに分かれて回答者となり、アニメ「サザエさん」に関するトリビアに関しての出題。司会は露木茂と八木亜希子（いずれも当時のアナウンサー）がつとめたが、フジテレビの著名なクイズ番組名をかりただけで、正解によりアップダウンするシステムは採用していない。

## 再現番組
- NHK衛星第2テレビジョンで2009年1月3日に放送された『週刊お宝TV 正月特集 名番組に名司会者あり』で当番組が取り上げられた際には、当時のフジテレビの番組スタッフがVTR出演するとともに、番組にゲストとして招かれた愛川欽也を司会者に番組の再現が行われた。

## テレビゲーム
- なるほど!ザ・ワールド（トミー、スーパーファミコン、1994年）

ゲーム内の登場人物は司会が愛川と楠田であるが、それ以外の出演者はゲームオリジナルキャラクター（トランプマンを除く）。ゲームでは1年かけて世界12か国を旅する内容に改変され、情報番組のテイストのない大雑把な雑学クイズの連続となっている。